# Новаторська (станція метро, Велика кільцева лінія)
55°40′15″ пн. ш. 37°31′13″ сх. д. / 55.67083° пн. ш. 37.52028° сх. д.
«Новаторська» (рос. Новаторская) — станція Московського метрополітену на півдні Великої кільцевої лінії.
Розташована на межі районів Проспект Вернадського Західного адміністративного округу та Обручевського (Південно-Західний адміністративний округ).

## Історія
Станція відкрита 7 грудня 2021 року у складі дільниці «Мньовники» — «Каховська».
Станція отримала назву через однойменну назву вулиці Новаторів, під якою розташована.

## Конструкція
Колонна двопрогінна мілкого закладення (глибина закладення — 11 м) з однією острівною платформою.

## Оздоблення
При типовій конструкції станція має яскраво виражені індивідуальні риси з колористичним рішенням.
У прямокутному обсязі платформної ділянки пластика створюється в основному дизайном стелі.
Стеля на станції підвісна, виконана з різноформатних панелей з триплексу з кольоровою плівкою оранжевого кольору трьох відтінків.
Між панелей розташовуються лінійні групи освітлювального обладнання трубки світлодіодного освітлення.
Залізобетонне перекриття стелі пофарбовано темно-сірою силікатною фарбою, тому структура стелі контрастує з перекриттям.
Підвісна система стелі разом з розташованими в ній світильниками створює ефектну гру з безліччю відтінків кольорів, що накладаються один на одного в перспективі, і світлових ефектів.
Центральний ряд колон прямокутного перерізу фанерований сірим мармуром «тундра сіра», що має яскраво виражену текстуру. Ритм стелі підтриманий лінійним малюнком підлоги, обробленим двома різновидами природного каменю — світло-сірим магнезитом та чорним габро-діабазом.
У вестибюлі підвісна стеля виконана з трикутних алюмінієвих стільникових панелей, між якими розташовані профілі з освітлювальним обладнанням.
Колони вестибюля оздоблені габро-діабазом, стіни — світло-сірим та чорним мармуром, касовий блок — помаранчевим та теракотовим агломератом. Підлога оброблена сірим сибірським гранітом і чорним габро. Малюнок підлоги та профілі освітлювального обладнання направляють пасажирів до виходів.
Касовий блок ефектно виділено кольором у монохромному інтер'єрі.
Для скління наземних павільйонів використано багатошарове скло — триплекс — із зовнішнім шаром із загартованого скла та спеціальною полімерною плівкою, здатною при ударі утримувати уламки.

## Пересадки
- Автобуси: м16, е10, е12, с13, с17, с163, 553, 661, н11

## Колійний розвиток
Станція з колійним розвитком.:
- до 2-ої головної колії з боку станції «Воронцовська» примикає одноколійна ССГ із Троїцькою лінією;
- пошерсний з'їзд із боку станції «Воронцовська».